# 4478 Blanco
4478 Blanco è un asteroide della fascia principale interna. Scoperto nel 1984, presenta un'orbita caratterizzata da un semiasse maggiore pari a 2,248003 UA e da un'eccentricità di 0,135486, inclinata di 3,283446° rispetto all'eclittica. Ha un diametro di 3,519 km e un'albedo di 0,347.
Fa parte della famiglia di asteroidi Flora.
L'asteroide è dedicato all'italiano Carlo Blanco, professore di astronomia all'Università di Catania.